# U–7 (második világháborús tengeralattjáró)
Az U–7-es német tengeralattjárót 1935. június 29-én bocsátották vízre Kielben. Pályafutása jelentős részében iskolahajó volt, harci küldetés során két teherszállítót semmisített meg. Ezek összesített vízkiszorítása 4524 BRT volt.

## Pályafutása
Az U–7 az iskola-tengeralattjárók flottillájában kezdte pályafutását, majd a 21. flottilla gyakorlóhajója lett. 1944. február 18-án Pillautól nyugatra süllyedt el egy merülési balesetben. A teljes legénység, 29 tengerész meghalt.

## Kapitányok
| Név                   | Kezdőnap           | Zárónap            |
| --------------------- | ------------------ | ------------------ |
| Kurt Freiwald         | 1935. július 18.   | 1937. október 3.   |
| Otto Salman           | 1938. február 10.  | 1939. február 5.   |
| Werner Heidel         | 1938. december 18. | 1939. október 13.  |
| Otto Salman           | 1939. május 31.    | 1939. július 2.    |
| Otto Salman           | 1939. augusztus 2. | 1939. október 1.   |
| Karl Schrott          | 1939. október 14.  | 1940. október      |
| Otto Salman           | 1939. október 25.  | 1939. november 13. |
| Günther Reeder        | 1940. október      | 1941. január       |
| Ernst-Ulrich Brüller  | 1941. január       | 1941. február      |
| Günther Reeder        | 1941. február      | 1941. március 29.  |
| Hans-Günther Kuhlmann | 1941. március 30.  | 1941. június 16.   |
| Heinrich Schmid       | 1941. június 17.   | 1942. január 15.   |
| Siegfried Koitschka   | 1942. január 16.   | 1942. október 7.   |
| Otto Hübschen         | 1942. szeptember   | 1942. december     |
| Hans Schrenk          | 1942. október 8.   | 1944. január       |
| Günther Loeschcke     | 1944. január       | 1944. február 18.  |

## Őrjáratok
| Indulás       | Indulónap            | Érkezés       | Zárónap             |
| ------------- | -------------------- | ------------- | ------------------- |
| Neustadt      | 1939. augusztus 24.  | Kiel          | 1939. szeptember 8. |
| Kiel          | 1939. szeptember 18. | Kiel          | 1939. október 3.    |
| Wilhelmshaven | 1940. március 3.     | Wilhelmshaven | 1940. március 8.    |
| Wilhelmshaven | 1940. március 14.    | Wilhelmshaven | 1940. március 19.   |
| Wilhelmshaven | 1940. április 3.     | Kiel          | 1940. április 21.   |
| Kiel          | 1940. május 7.       | Kiel          | 1940. május 18.     |

## Elsüllyesztett és megrongált hajó
| Dátum                | Hajó neve | Nemzetisége        | Vízkiszorítás (brt) |
| -------------------- | --------- | ------------------ | ------------------- |
| 1939. szeptember 22. | Akenside  | Egyesült Királyság | 2694                |
| 1939. szeptember 29. | Takstaas* | Norvégia           | 1830                |

* A hajó nem süllyedt el, csak megrongálódott